# رودخانه ورده
رودخانه ورده رودی است به Salt River می‌ریزد. این رود از کشور ایالات متحده آمریکا می‌گذرد. رود ورده ۱۷۰ مایل (حدود ۲۷۰) طول دارد و جریان متوسط حجم آن ۶۰۲ فوت مکعب در ثانیه است،